# Oxytheca dendroidea
Oxytheca dendroidea är en slideväxtart som beskrevs av Thomas Nuttall. Oxytheca dendroidea ingår i släktet Oxytheca och familjen slideväxter.

## Underarter
Arten delas in i följande underarter:
- O. d. chilensis
- O. d. dendroidea